# Markus Ludwigs
Markus Ludwigs (* 1976 in Viersen) ist ein deutscher Jurist und Hochschullehrer an der Julius-Maximilians-Universität Würzburg.

## Leben
Nach dem Studium der Rechtswissenschaften an den Universitäten Osnabrück, Göttingen und Wien legte Ludwigs 2000 in Niedersachsen sein Erstes Juristisches Staatsexamen ab. Sein Zweites Staatsexamen folgte 2005. Bereits im Jahr zuvor promovierte er in Göttingen bei Volkmar Götz. Von 2005 bis 2012 arbeitete Ludwigs als wissenschaftlicher Mitarbeiter von Matthias Schmidt-Preuß an der Universität Bonn. Nach diversen Lehrtätigkeiten, unter anderem an der Deutschen Rechtsschule Warschau und dem Goethe-Institut Bonn, schloss Ludwigs bei Schmidt-Preuß 2012 seine Habilitation ab.
Im selben Jahr vertrat er einen Lehrstuhl an der Freien Universität Berlin. Zum Wintersemester 2012/13 lehnte Ludwigs Rufe der Universitäten Jena und Mannheim ab und nahm den Ruf der Universität Würzburg auf den  Lehrstuhl für Öffentliches Recht und Europarecht an, den er seitdem innehat. 2014 war er geschäftsführender Direktor des Instituts für Internationales Recht, Europarecht und Europäisches Privatrecht.
Markus Ludwigs ist verheiratet mit Kathrin Kroll-Ludwigs und Vater einer Tochter.

## Veröffentlichungen (Auswahl)
- Rechtsangleichung nach Art. 94, 95 EG-Vertrag – Eine kompetenzrechtliche Untersuchung unter besonderer Berücksichtigung des Europäischen Privatrechts. Nomos, Baden-Baden 2004, ISBN 978-3-8329-0763-1. (Dissertation)
- Unternehmensbezogene Effizienzanforderungen im Öffentlichen Recht – Unternehmenseffizienz als neue Rechtskategorie. Duncker & Humblot, Berlin 2013, ISBN 978-3-428-13984-2. (Habilitationsschrift)
- Zivilgerichtliche Billigkeitskontrolle nach § 315 BGB und europäisches Eisenbahnregulierungsrecht. Duncker & Humblot, Berlin 2014, ISBN 978-3-428-14287-3.